# Amsterdamer Pegel

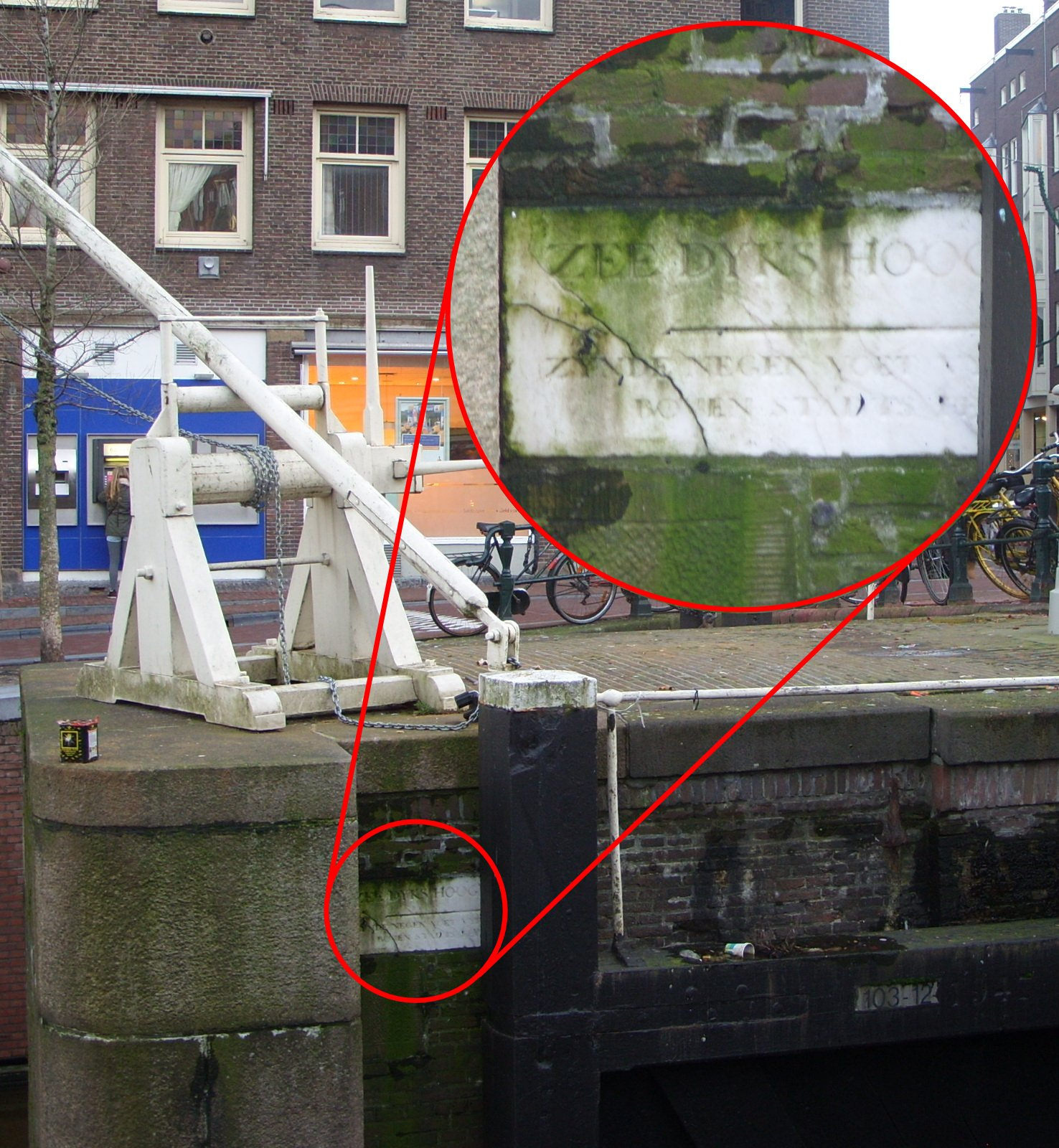
Markierung aus dem Jahr 1684 an der Eenhoornsluis, 2,67 m über Nullniveau

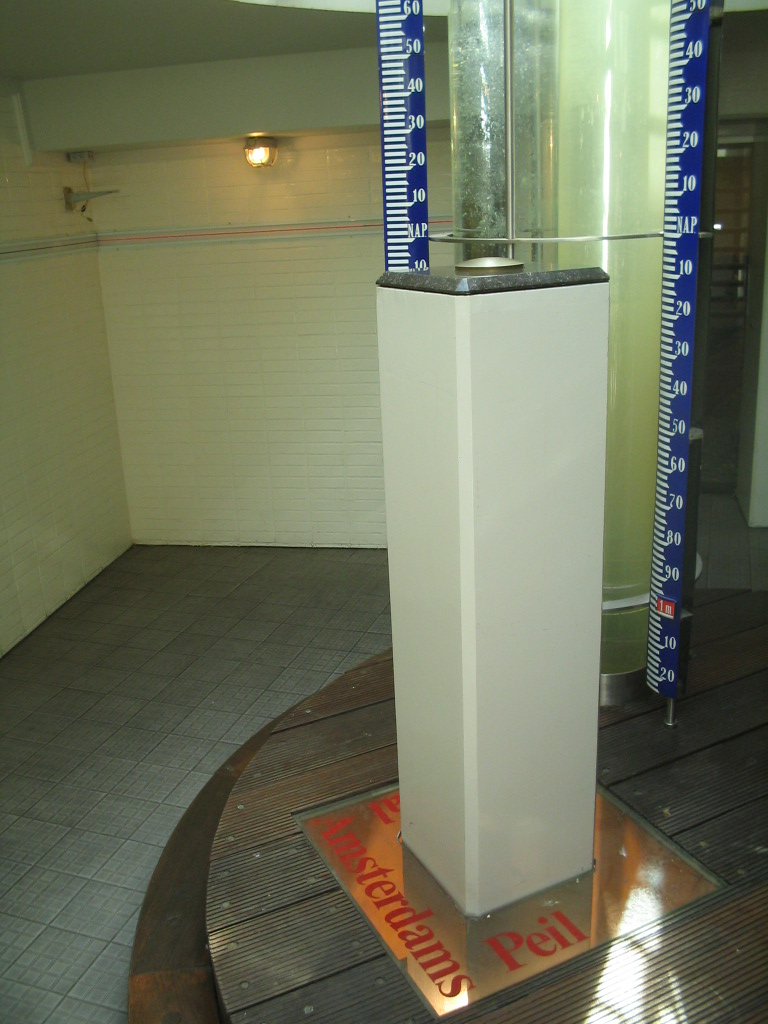
Nullniveau in Amsterdam

Amsterdamer Pegel (als Höhenbezugspunkt heute Normaal Amsterdams Peil, kurz NAP) ist eine deutsche Bezeichnung für den Nullpunkt einer Höhenfestlegung in Amsterdam, die 1674 erstmals erwähnt wurde.

## Geschichte
Die Festlegung des Nullpunkts erfolgte nach Messen des Wasserstands (Pegels) des IJs, eines Meeresarms der ehemaligen Nordseebucht Zuiderzee, an der Haarlemmer Schleuse (Haarlemmersluis) in Amsterdam im Zeitraum zwischen dem 1. September 1683 und dem 1. September 1684. Als Nullpunkt wurde der Wasserstand des Mittleren Hochwassers (MHW) dieses Zeitraums gewählt. Dieser Wasserspiegel lag circa 17 cm über dem Mittelwasser (34 cm Tidenhub). Die Höhe wurde durch acht Marmortafeln festgehalten, auf denen Kerben eine Höhe von 2,67 m (9 Fuß und 5 Daumen) über dem Nullpunkt markierten. Mindestens eine Tafel (Huddesteen nach Johan Hudde genannt), nämlich die an der Eenhoornsluis, ist bis heute erhalten geblieben. Per königlichem Erlass wurde dieser Nullpunkt am 18. Februar 1818 von Wilhelm I. als Ausgangspunkt für die Höhenangaben (Bezugshöhe) für die gesamten Niederlande festgelegt. Später wurde diese Höhenangabe auch in einigen Nachbarländern als Ausgangsbezug übernommen, zum Beispiel 1878 von Preußen für den Normalhöhenpunkt 1879, über den dann das Bezugsniveau Normalnull für ganz Deutschland hergeleitet wurde.
Ende des 19. Jahrhunderts wurde Amsterdams Peil (AP) umbenannt zu Normaal Amsterdams Peil (NAP). Die Europäische Union ist bestrebt, eine einheitliche Referenzhöhe für ganz Europa einzuführen. Dabei wurde die Höhendefinition Normaal Amsterdams Peil (NAP) als Nullpunkt übernommen.
Der Wasserstand in Amsterdam hat sich durch Wasserbaumaßnahmen (z. B. das IJsselmeer) längst geändert, weswegen gelegentlich auch vom „ehemaligen Amsterdamer Pegel“ gesprochen wird. Der Wasserspiegel der Amsterdamer Grachten liegt heute zum Beispiel etwa 40 cm unter dem NAP-Nullpunkt. Inzwischen liegt auch nicht mehr das ursprüngliche Mittlere Hochwasser (MHW) am Nullpunkt des Amsterdamer Pegels, sondern derzeit ist der NAP-Nullpunkt in etwa auf Höhe des Mittelwassers (MW) der Nordsee. Die Genauigkeit der Höhendefinition ist davon nicht betroffen. Seit der Festlegung des Nullpunktes ist die Höhenangabe im Prinzip von Wasserspiegelschwankungen unabhängig. An die Abhängigkeit von einem Wasserstand erinnert nur noch das Wort Pegel im Namen.

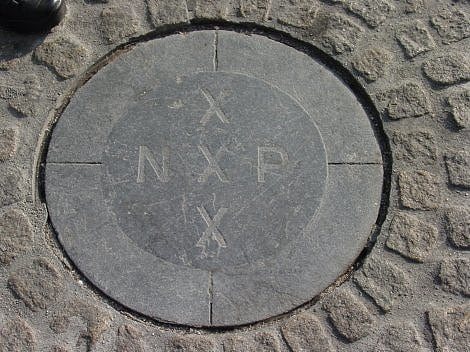
Nullpegelmarke Amsterdam

Eine Ausstellung zum Amsterdamer Pegel befindet sich heute im Rathaus (stadhuis) von Amsterdam. Drei Säulen zeigen den Wasserstand der Nordsee bei IJmuiden, den aktuellen Wasserstand der Westerschelde bei Vlissingen und einen Wasserstand der Hochwasserkatastrophe von 1953, der in Vlissingen 4,55 Meter über dem Nullpunkt lag.

Auf dem „Dam“, dem Vorplatz des Königlichen Palastes, ist im Pflaster eine Plakette eingelassen. Diese liegt 1,4278 m über einer unterirdischen Festlegung durch ein Betonrohr unter dem Pflaster. Die Höhe des Bolzens auf diesem Pfahl bezeichnet ab 1955 den Ausgangshorizont für den NAP. „XXX“ ist dem Wappen Amsterdams entnommen, „N P“ steht für Nullpunkt.